# 三方駅
三方駅（みかたえき）は、福井県三方上中郡若狭町三方にある、西日本旅客鉄道（JR西日本）小浜線の駅である。

## 歴史
- 1917年（大正6年）12月15日：官設鉄道（後に日本国有鉄道）小浜線の敦賀駅 - 十村駅間開通すると同時に開業。旅客及び貨物の取扱を開始[1]。
- 1961年（昭和36年）3月1日：貨物の取扱を廃止[1]。
- 1973年（昭和48年）3月：業務委託駅となる[2]。
- 1984年（昭和59年）2月1日：荷物扱い廃止[1]。
- 1986年（昭和61年）10月1日：駅員無配置駅となる[3]。
- 1987年（昭和62年）4月1日：国鉄分割民営化により、西日本旅客鉄道の駅となる[1]。
- 1988年（昭和63年）10月：駅舎を改築。
- 2025年（令和7年）3月12日：みどりの窓口の営業を終了[4]。
- 時期未定：簡易委託を解除し、無人化（予定）[5]。

## 駅構造
敦賀方面に向かって右側に単式ホーム1面1線を有する地上駅（停留所）。かつて西側にあったホームは撤去され、花壇になっている。改札口は東側のみである。西側から見ると盛土の上に線路があるが、駅横の地下歩道で往来できるようになっている。
金沢支社が管理し、自治体が窓口業務を受託する簡易委託駅。かつては自動券売機も設置されていたが、現在は撤去された。早朝と晩は無人であるが、駅が有人の時間帯はすべてのドアが開くため、各ドアから乗り降りすることができる。急行「わかさ」廃止前は停車駅の一つであった。簡易委託駅ながらみどりの窓口（マルス端末）が設置されていたが、2025年（令和7年）3月12日に営業を終了し、以降は指定席券類の発売は行なっていない。
駅舎には観光会館「サンレイク」が併設されており、レンタサイクルの営業などを行っている。

## 利用状況
JR西日本の移動等円滑化取組報告書によると、2023年（令和5年）度の1日平均乗降人員は168人である。
「福井県統計年鑑」によれば、近年の1日平均乗車人員は以下の通り。
| 年度   | 1日平均 乗車人員 |
| ------ | ---------------- |
| 1997年 | 268              |
| 1998年 | 249              |
| 1999年 | 219              |
| 2000年 | 210              |
| 2001年 | 198              |
| 2002年 | 192              |
| 2003年 | 193              |
| 2004年 | 163              |
| 2005年 | 162              |
| 2006年 | 243              |
| 2007年 | 265              |
| 2008年 | 235              |
| 2009年 | 222              |
| 2010年 | 121              |
| 2011年 | 118              |
| 2012年 | 100              |
| 2013年 | 95               |
| 2014年 | 83               |
| 2015年 | 91               |
| 2016年 | 89               |
| 2017年 | 90               |
| 2018年 | 85               |
| 2019年 | 88               |
| 2020年 | 60               |
| 2021年 | 70               |

## 駅周辺
東側は国道27号と並走しており周辺には小さな商店が立ち並ぶ。西側には駐車場と駐輪場が整備されており、その周りは区画整理された住宅地となっている。
- 若狭町役場（若狭町三方庁舎）
- 若狭町立図書館リブラ館
- みかた温泉きららの湯
- 若狭町立三方中学校
- 三方郵便局
- 敦賀警察署三方交番
- 鳥浜貝塚（縄文ロマンパーク）
- 若狭三方縄文博物館
- 三方自然休養村農村広場[11] - 野外運動場[注釈 1]
- 福井県年縞博物館
- 三方湖 - 三方五湖の一つ
- 臥竜院
- 熊野八幡神社
- 国道27号
- 国道162号
- 福井県道144号三方停車場線

## バス路線
駅前に若狭町営バス「三方駅」停留所があり、常神半島とレイクヒルズ美方病院の各方面へ向かう路線が乗り入れる。

## 隣の駅
西日本旅客鉄道（JR西日本）
■小浜線
気山駅 - 三方駅 - 藤井駅